# Long Shoals Bridge
Die Long Shoals Bridge ist eine historische ehemalige Straßenbrücke im Bourbon County, im US-Bundesstaat Kansas, in den Vereinigten Staaten. Die Brücke liegt östlich von Fulton und überspannt den Little Osage River. Wegen gravierender struktureller Mängel wurde sie für den Verkehr gesperrt. Das Verkehrsaufkommen lag 2006 bei durchschnittlich 30 Fahrzeugen pro Tag.
Die 1902 von der Midland Bridge Company of Kansas City fertiggestellte Brücke hat eine Länge von 53,6 Meter. Der Fachwerkträger aus Eisen hat eine Spannweite von 53,2 Meter, bei einer Breite von 4,1 Meter. Die Konstruktion ist im Parker through truss ausgelegt.
Die Long Shoals Bridge wurde am 4. Januar 1990 vom National Register of Historic Places unter der Nummer 89002182 als historisches Denkmal aufgenommen.